# Liste von Schiffen der Royal Australian Navy

Dienstflagge der Seestreitkräfte

Diese Liste enthält Kriegsschiffe der australischen Marine. Die Liste ist nach Schiffstypen und -klassen geordnet, hinter deren Namen jeweils eine Schiffsliste dieser Klasse folgt. Frühere Namen und Kennungen sind in Klammern hinter die gültigen Namen und Kennungen in der Klasse gesetzt.
In Dienst befindliche Schiffstypen und -klassen bzw. Einheiten sind blau unterlegt.

## Überwasser-Kampfschiffe

### Flugzeugträger
| Flugzeugträger | Flugzeugträger | Flugzeugträger    | Flugzeugträger      | Flugzeugträger                                   | Flugzeugträger |
| Klasse         | Schiffe        | Schiffe           | Schiffe             | Typ                                              | Bild           |
| Klasse         | Kennung        | Name              | Dienstzeit00        | Typ                                              | Bild           |
| -------------- | -------------- | ----------------- | ------------------- | ------------------------------------------------ | -------------- |
| Majestic       | R17 R21        | Sydney Melbourne  | 1948–1973 1955–1982 | Leichter Flugzeugträger                          |                |
| Colossus       | R71            | Vengeance         | 1952–1955           | Leichter Flugzeugträger                          |                |
| Canberra       | L 02 L 01      | Canberra Adelaide | seit 2014 seit 2015 | Amphibisches Angriffsschiff (Hubschrauberträger) |                |

### Großkampfschiffe
| Großkampfschiffe | Großkampfschiffe | Großkampfschiffe | Großkampfschiffe | Großkampfschiffe | Großkampfschiffe |
| Klasse           | Schiffe          | Schiffe          | Schiffe          | Typ              | Bild             |
| Klasse           | Kennung          | Name             | Dienstzeit00     | Typ              | Bild             |
| ---------------- | ---------------- | ---------------- | ---------------- | ---------------- | ---------------- |
| Indefatigable    |                  | Australia        | 1913–1921        | Schlachtkreuzer  |                  |

### Kreuzer
| Kreuzer                  | Kreuzer       | Kreuzer                                      | Kreuzer                         | Kreuzer             | Kreuzer |
| Klasse                   | Schiffe       | Schiffe                                      | Schiffe                         | Typ                 | Bild    |
| Klasse                   | Kennung       | Name                                         | Dienstzeit00                    | Typ                 | Bild    |
| ------------------------ | ------------- | -------------------------------------------- | ------------------------------- | ------------------- | ------- |
| Challenger               |               | Encounter                                    | 1912–1923                       | Geschützter Kreuzer |         |
| Town (Chatham-Gruppe)    |               | Melbourne Sydney Brisbane                    | 1913–1928 1916–1935             | Leichter Kreuzer    |         |
| Pelorus                  |               | Pioneer Psyche                               | 1913–1916 1915–1918             | Geschützter Kreuzer |         |
| Town (Birmingham-Gruppe) |               | Adelaide                                     | 1922–1946                       | Leichter Kreuzer    |         |
| County (Kent-Gruppe)     | D84 D33       | Australia Canberra                           | 1928–1954 1928–1942             | Schwerer Kreuzer    |         |
| Leander (Sydney-Gruppe)  | D48 D63 0 D29 | Sydney Hobart (ex-Apollo) Perth (ex-Amphion) | 1935–1941 1938–1947 0 1939–1942 | Leichter Kreuzer    |         |
| County (London-Gruppe)   |               | Shropshire                                   | 1943–1949                       | Schwerer Kreuzer    |         |

### Zerstörer
| Zerstörer   | Zerstörer               | Zerstörer                                  | Zerstörer                                                   | Zerstörer                    | Zerstörer |
| Klasse      | Schiffe                 | Schiffe                                    | Schiffe                                                     | Typ                          | Bild      |
| Klasse      | Kennung                 | Name                                       | Dienstzeit00                                                | Typ                          | Bild      |
| ----------- | ----------------------- | ------------------------------------------ | ----------------------------------------------------------- | ---------------------------- | --------- |
| River       | D55 D79 D70 D50 D67 D61 | Parramatta Yarra Warrego Huon Torrens Swan | 1910–1928 1911–1929 1912–1928 1915–1928 1916–1920 1916–1928 | Torpedobootzerstörer         |           |
| Parker      | G90                     | Anzac                                      | 1920–1931                                                   | Zerstörer (Flottillenführer) |           |
| Admiralty S | H14 H02 H11 H25 H26     | Stalwart Success Swordsman Tasmania Tattoo | 1920–1925 1920–1930 1920–1929 1920–1928 1920–1933           | Zerstörer                    |           |
| Scott       | D00                     | Stuart                                     | 1933–1946                                                   | Zerstörer (Flottillenführer) |           |
| V 0W        | D68 D69D22 D31          | Vampire VendettaWaterhen Voyager           | 1933–1942 1933–19451933–1941 1933–1942                      | Zerstörer                    |           |
| N           | G97 G38 G02 G49 G25     | Napier Nizam Nestor Norman Nepal           | 1940–1945 1941–1942 1941–1945 1942–1945                     | Zerstörer                    |           |
| Tribal      | I30 I44 I91             | Arunta Warramunga Bataan                   | 1942–1956 1942–1959 1945–1954                               | Zerstörer                    |           |
| Q           | G81 G92 G11 G70         | Quiberon Quickmatch Quadrant Queenborough  | 1942–1950 1942–1951 1945–1950                               | Zerstörer                    |           |
| Battle      | D37 D59                 | Tobruk Anzac                               | 1950–1960 1951–1961                                         | Zerstörer                    |           |
| Daring      | D04 D08 D11 D154        | Voyager Vendetta Vampire Duchess           | 1957–1964 1958–1979 1959–1980 1964–1974                     | Zerstörer                    |           |
| Perth       | D38 D39 D41             | Perth Hobart Brisbane                      | 1965–1999 1965–2000 1967–2001                               | Lenkwaffenzerstörer          |           |
| Hobart      | DDG 39 DDG 41 DDG 42    | Hobart Brisbane Sydney                     | seit 2017 seit 2018 seit 2020                               | Lenkwaffenzerstörer          |           |

### Fregatten, Korvetten und Sloops
| Fregatten, Korvetten und Sloops | Fregatten, Korvetten und Sloops                                 | Fregatten, Korvetten und Sloops | Fregatten, Korvetten und Sloops                                                                                         | Fregatten, Korvetten und Sloops | Fregatten, Korvetten und Sloops |
| Klasse                          | Schiffe                                                         | Schiffe | Schiffe | Typ                             | Bild                            |
| Klasse                          | Kennung                                                         | Name | Dienstzeit00 | Typ                             | Bild                            |
| ------------------------------- | --------------------------------------------------------------- | --- | --- | ------------------------------- | ------------------------------- |
| Flower (Arabis-Gruppe)          |                                                                 | Geranium Marguerite | 1920–1927 1920–1929 | Sloop                           |                                 |
| Flower (Acacia-Gruppe)          |                                                                 | Mallow | 1924–1925 | Sloop                           | Beispielbild                    |
| Grimsby                         | U77 U74 U44 U73                                                 | Yarra Swan Parramatta Warrego | 1935–1942 1937–1956 1940–1941 1940–1960                                                                                 | Sloop                           |                                 |
| Bathurst                        |                                                                 | Bathurst Lismore Cessnock Goulburn Burnie Bendigo Maryborough Lithgow Mildura Toowoomba Ballarat Warrnambool Wollongong Deloraine Katoomba Townsville Colac Whyalla Geelong Rockhampton Cairns Geraldton Kalgoorlie Launceston Armidale Ipswich Castlemaine Broome Wallaroo Dubbo Tamworth Gawler Echuca Bundaberg Inverell Pirie Kapunda Gympie Latrobe Bowen Glenelg Horsham Wagga Bunbury Shepparton Gladstone Fremantle Benalla Cootamundra Ararat Stawell Cowra Kiama Strahan Junee Parkes | | Korvette                        |                                 |
| River                           |                                                                 | Burdekin Gascoyne Hawkesbury Barcoo Lachlan Diamantina Barwon Murchison Culgoa Condamine Macquarie Shoalhaven | 1944–1946 1943–1966 1944–1955 1944–1964 1945–1949 1945–1959 1945–1947 1945–1956 1947–1954 1946–1955 1945–1954 1946–1955 | Fregatte                        |                                 |
| Adelaide                        | FFG 01 FFG 02 FFG 03 FFG 04 FFG 05 FFG 06                       | Adelaide Canberra Sydney Darwin Melbourne Newcastle | 1980–2008 1981–2005 1983–2015 1984–2017 1992–2019 1993–2019                                                             | Mehrzweckfregatte               |                                 |
| ANZAC                           | FFH 150 FFH 151 FFH 152 FFH 153 FFH 154 FFH 155 FFH 156 FFH 157 | Anzac Arunta Warramunga Stuart Parramatta Ballarat Toowoomba Perth | 1996–2024 seit 1998 seit 2001 seit 2002 seit 2003 seit 2004 seit 2005 seit 2006                                         | Lenkwaffenfregatte              |                                 |
| Hunter                          |                                                                 | Hunter Flinders Tasman | bestellt |                                 | Beispielbild                    |
| mod. Mogami                     |                                                                 | 11 Einheiten geplant | |                                 | Beispielbild                    |

## U-Boote
| U-Boote | U-Boote                                   | U-Boote                                         | U-Boote                                                                         | U-Boote | U-Boote |
| Klasse  | Schiffe                                   | Schiffe                                         | Schiffe                                                                         | Typ     | Bild    |
| Klasse  | Kennung                                   | Name                                            | Dienstzeit00                                                                    | Typ     | Bild    |
| ------- | ----------------------------------------- | ----------------------------------------------- | ------------------------------------------------------------------------------- | ------- | ------- |
| E       |                                           | AE1 AE2                                         | 1914 1914–1915                                                                  |         |         |
| J       |                                           | J1 J2 J3 J4 J5 J7                               | 1919–1922                                                                       |         |         |
| O       |                                           | Otway Oxley                                     | 1927–1930                                                                       |         |         |
| K VIII  |                                           | K9 (ex-K IX)                                    | 1943–1944                                                                       |         |         |
| Oberon  | S57 S59 S60 S70 S61 S62                   | Oxley Otway Onslow Ovens Orion Otama            | 1967–1992 1968–1994 1969–1999 1969–1995 1977–1996 1978–2000                     |         |         |
| Collins | SSG 73 SSG 74 SSG 75 SSG 76 SSG 77 SSG 78 | Collins Farncomb Waller Dechaineux Shean Rankin | seit Juli 1996 seit Januar 1998 seit Juli 1999 seit Februar 2001 seit März 2003 |         |         |

## Minenabwehrfahrzeuge
| Minenabwehrfahrzeug | Minenabwehrfahrzeug                                 | Minenabwehrfahrzeug | Minenabwehrfahrzeug                                                   | Minenabwehrfahrzeug | Minenabwehrfahrzeug |
| Klasse              | Schiffe                                             | Schiffe | Schiffe                                                               | Typ                 | Bild                |
| Klasse              | Kennung                                             | Name | Dienstzeit00                                                          | Typ                 | Bild                |
| ------------------- | --------------------------------------------------- | --- | --------------------------------------------------------------------- | ------------------- | ------------------- |
| Jan-van-Amstel      |                                                     | Abraham Crijnssen | 1942–1943                                                             | Minensuchboot       |                     |
| Ton                 | M 1139 0 M 1185 0 M 1121 0 M 1152 0 M 1183 0 M 1102 | Hawk (ex-Somerlyton) Gull (ex-Swanston) Curlew (ex-Chediston) Teal (ex-Jackton) Ibis (ex-Singleton) Snipe (ex-Alcaston) | 1962–1972 0 1962–1969 0 1962–1990 0 1962–1670 0 1962–1984 0 1962–1983 |                     | Beispielbild        |
| Bay                 | M 80 M 81                                           | Rushcutter Shoalwater                                                                                                   | 1986–2001 1987–2001                                                   |                     |                     |
| Huon                | M 82 M 83 M 84 M 85 M 86 M 87                       | Huon Hawkesbury Norman Gascoyne Diamantina Yarra                                                                        | 1999–2024 2000–2018 2001–2024 seit 2001 seit 2003                     | Minenjagdboot       |                     |

## Amphibische Schiffe

### Landungsschiffe
| Landungsschiffe | Landungsschiffe                 | Landungsschiffe                                           | Landungsschiffe       | Landungsschiffe             | Landungsschiffe |
| Klasse          | Schiffe                         | Schiffe                                                   | Schiffe               | Typ                         | Bild            |
| Klasse          | Kennung                         | Name                                                      | Dienstzeit00          | Typ                         | Bild            |
| --------------- | ------------------------------- | --------------------------------------------------------- | --------------------- | --------------------------- | --------------- |
| Round-Table     | L–50                            | Tobruk                                                    | 1981–2015             | logistisches Landungsschiff |                 |
| Kanimbla        | L–51 (LST-1188) L–52 (LST-1193) | Kanimbla (ex-USS Saginaw) Manoora (ex-USS Fairfax County) | 1994–2011 0 1994–2011 | Panzerlandungsschiff        |                 |
| Bay             | L–100 (L3006)                   | Choules (ex-RFA Largs Bay)                                | seit 2011             | Docklandungsschiff          |                 |

## Hilfsschiffe und sonstige Einheiten

### Versorgungsschiffe
| Versorgungsschiffe | Versorgungsschiffe | Versorgungsschiffe           | Versorgungsschiffe                         | Versorgungsschiffe      | Versorgungsschiffe |
| Klasse             | Schiffe            | Schiffe                      | Schiffe                                    | Typ                     | Bild               |
| Klasse             | Kennung            | Name                         | Dienstzeit00                               | Typ                     | Bild               |
| ------------------ | ------------------ | ---------------------------- | ------------------------------------------ | ----------------------- | ------------------ |
| Tide               | AO 195             | Supply (ex-RFA Tide Austral) | 1962–1985                                  | Flottentanker           |                    |
| Durance            | OR 304             | Success                      | 1986–2019                                  | Versorgungsschiff       |                    |
| Supply             | A 195 A 304        | Supply Stalwart              | seit 8. Januar 2021 seit 13. November 2021 | Einsatzgruppenversorger |                    |

### Patrouillenboote
| Patrouillenboote         | Patrouillenboote                                                                                      | Patrouillenboote | Patrouillenboote | Patrouillenboote                                 | Patrouillenboote |
| Klasse                   | Schiffe                                                                                               | Schiffe | Schiffe | Typ                                              | Bild             |
| Klasse                   | Kennung                                                                                               | Name | Dienstzeit00 | Typ                                              | Bild             |
| ------------------------ | --- | --- | --- | ------------------------------------------------ | ---------------- |
| Attack                   | P 81 P 82 P 83 P 84 P 85 P 86 P 87 P 88 P 89 P 90 P 91 P 92 P 93 P 94 P 95 P 97 P 98 P 99 P 100 P 101 | Acute Adroit Advance Aitape Samarai Archer Ardent Arrow Assail Attack Aware Ladava Lae Madang Bandolier Barbette Barricade Bombard Buccaneer Bayonet | 1968–1983 1968–1992 1968–1988 1967–1974 1968–1974 1967–1974 1968–1994 1968–1974 1968–1985 1967–1985 1968–1993 1967–1974 1968–1974 1968–1973 1968–1984 1968–1982 1968–1983 1969–1984 1969–1988 | Küstenpatrouillenboot (Coastal patrol vessel)    |                  |
| Fremantle                | P 203 P 204 P 205 P 206 P 207 P 208 P 209 P 210 P 211 P 212 P 213 P 214 P 215 P 216 P 217             | Fremantle Warrnambool Townsville Wollongong Launceston Whyalla Ipswich Cessnock Bendigo Gawler Geraldton Dubbo Geelong Gladstone Bunbury             | 1980–2006 1981–2005 1981–2007 1981–2006 1982–2006 1982–2005 1982–2007 1983–2005 1983–2006 1984–2007 1984–2006 1984–2007 1984–2006                                                             | Küstenpatrouillenboot (Coastal patrol vessel)    |                  |
| Armidale                 | P 83 P 84 P 85 P 86 P 87 P 88 P 89 P 90 P 91 P 92 P 93 P 94 P 95 P 96                                 | Armidale Larrakia Bathurst Albany Pirie Maitland Ararat Broome Bundaberg Wollongong Childers Launceston Maryborough Glenelg                          | 2005–2023 2006–2023 seit 2006 2006–2021 2006–2022 2007–2024 2007–2014 2007–2022 seit 2007 2007–2023 2008–2022                                                                                 | Küstenpatrouillenboot (Coastal patrol vessel)    |                  |
| Arafura (Lürssen OPV 90) | OPV 203 OPV 204 OPV 205 OPV 206 OPV 207 OPV 208                                                       | Arafura Eyre Pilbara Gippsland Illawarra Carpentaria                                                                                                 | seit 2025 Stapallauf November 2023 im Bau geplant | Hochsee-Patrouillenboot (Offshore patrol vessel) |                  |

### Forschungsschiffe
| Forschungsschiff | Forschungsschiff | Forschungsschiff                  | Forschungsschiff    | Forschungsschiff                   | Forschungsschiff |
| Klasse           | Schiffe          | Schiffe                           | Schiffe             | Typ                                | Bild             |
| Klasse           | Kennung          | Name                              | Dienstzeit00        | Typ                                | Bild             |
| ---------------- | ---------------- | --------------------------------- | ------------------- | ---------------------------------- | ---------------- |
| Paluma           | A 01 A 2 A 3 A 4 | Paluma Mermaid Shepparton Benalla | 1989–2021 1990–2023 | Ozeanographisches Forschungsschiff |                  |
| Leeuwin          | A 245 A 246      | Leeuwin Melville                  | seit 2000           | Ozeanographisches Forschungsschiff |                  |

### Mehrzweckschiffe
| Mehrzweckschiffe | Mehrzweckschiffe | Mehrzweckschiffe | Mehrzweckschiffe    | Mehrzweckschiffe | Mehrzweckschiffe |
| Klasse           | Schiffe          | Schiffe          | Schiffe             | Typ              | Bild             |
| Klasse           | Kennung          | Name             | Dienstzeit00        | Typ              | Bild             |
| ---------------- | ---------------- | ---------------- | ------------------- | ---------------- | ---------------- |
|                  |                  | Ocean Protector  | seit Januar 2016    |                  |                  |
|                  |                  | Sycamore         | seit 4. August 2017 |                  |                  |
|                  |                  | Reliant          | seit 2022           |                  |                  |
|                  |                  | Guidance         | seit 2023           |                  |                  |